# La dona mico
La dona mico (en italià, La donna scimmia) és una pel·lícula dramàtica italofrancesa del 1964 dirigida per Marco Ferreri i protagonitzada per Ugo Tognazzi i Annie Girardot. Va participar en el 17è Festival Internacional de Cinema de Canes. La pel·lícula es va inspirar en la història de la vida real de Julia Pastrana, una dona del segle xix explotada com a atracció de fira pel seu gerent Theodore Lent. S'ha subtitulat al català.
El 2008 la pel·lícula va ser seleccionada per entrar a la llista de les 100 film italiani da salvare.

## Sinopsi
Nàpols. Antonio Focaccia és un lladregot que viu a la zona de Duchesca. Arribat per casualitat a un hospici per a gent gran per vendre els seus béns, s'adona d’una dona jove completament coberta de pèl, la Maria. La nena sempre hi ha viscut amagada i Focaccia la convenç perquè abandoni l'hospici on està tancada i que faci una gira amb un rudimentari espectacle, en el qual serà presentada al públic com l'únic exemple viu d'una dona-simi, que es troba en un lloc remot africà. Maria accepta la proposta de l’home i és enganyada: Antonio, de fet, l'explota i li fa creure que és la seva parella (l’home arribarà fins i tot a perpetrar una estafa contra un zoòleg).
Maria, després d’haver descobert els enganys de Focaccia (de qui s'enamora), torna indignada a l’hospici on havia estat tancada tota la vida i, després d’uns mesos i de nombroses negociacions amb les monges de l’hospici, Antonio, una mica per llàstima però molt per interès, es casa amb ella. Els dos marxaran conscientment a fer una gira organitzada per un empresari francès i aniran a París, on Maria s'adonarà que espera un fill. Durant el part, la mare i el fill moren i un museu dona la benvinguda als seus cossos embalsamats. Antonio, sempre disposat a explotar i treure profit de qualsevol ocasió, reclama als dos cossos que els mostrin al públic en un espectacle de fira.

## Repartiment
- Ugo Tognazzi - Antonio Focaccia
- Annie Girardot - Maria
- Achille Majeroni - Majoroni
- Filippo Pompa Marcelli - Bruno
- Ermelinda De Felice - Germana Furgonicino
- Elvira Paolini - Donzella

## Producció
Produït per Carlo Ponti per la C.C.P. de Roma, la pel·lícula es va rodar a les fàbriques de Tirrenia, però el paper del protagonista es va oferir per primera vegada a Sophia Loren, esposa del productor, qui, no obstant això, es va negar.
El productor Carlo Ponti va imposar inicialment un final diferent a la pel·lícula, que acaba amb la mort del nen i de Maria. El final del director continuava després d’aquest tràgic succés que mostrava al protagonista que, embalsamant mare i fill, continuarà portant els seus fenòmens estranys morts per Europa.
També hi ha un tercer final, proposat a la versió francesa, en què Maria i el nen sobreviuen i el part provoca la caiguda de tots els cabells de Maria. Antonio, que ja no té els seus fenòmens, es redimeix i accepta una feina honesta al port, complint el seu paper de pare de família: aquest final ensucrat i familiar està completament lluny del cinisme de Ferreri.
La trama està inspirada en la història real de Julia Pastrana, una dona hipertricòtica que va viure realment al segle xix a Mèxic i explotada com un monstre per Theodore Lent. Lent va arribar a fer embalsamar la dona amb el seu fill acabat de néixer, quan tots dos van morir a Moscou durant la seva gira. Les mòmies de la dona i del seu fill no van ser enterrades a Mèxic fins al 2013.

## Crítiques
Tullio Kezich a la setmana Incom de l'1 de març de 1964:
| « | "La donna scimmia" s'assembla a"la Strada" de Fellini, més que cap altra pel·lícula. Tognazzi, que la majoria ha trobat una mica feble en aquesta pel·lícula, ens sembla exemplar en la seva ambigüitat com a home. qualsevol, lligat al carro d’un sistema del qual no es pot dissoldre absolutament, ni menys convincent que una patètica i valenta Annie Girardot ." | » |

## Premis
- Nastri d'argento 1965: Millor argument original[8]